# Reinhard Mey
Pour les articles homonymes, voir Mey (homonymie).
 (octobre 2024).
Si vous disposez d'ouvrages ou d'articles de référence ou si vous connaissez des sites web de qualité traitant du thème abordé ici, merci de compléter l'article en donnant les références utiles à sa vérifiabilité et en les liant à la section « Notes et références ».
Reinhard Mey, connu en France sous le nom de Frédérik Mey, est un auteur-compositeur-interprète allemand né le 21 décembre 1942 à Berlin–Wilmersdorf. Il interprète plusieurs de ses chansons indifféremment en allemand ou en français.

## Biographie
Reinhard Friedrich Michael Mey est le fils cadet de Gerhard Mey, avocat, et de Hertha Mey-Koch, institutrice.
Il est élève du Collège français de Berlin et y passe à la fois l’Abitur et le baccalauréat français. Le chanteur Ulrich Roski, la politologue Gesine Schwan y sont ses camarades. Mey est ensuite commercial-stagiaire aux laboratoires Schering à Berlin. Il interrompt de nouvelles études en management à l’Université technique de Berlin au bout d'un semestre pour se consacrer entièrement à sa vocation d'auteur-compositeur interprète.
Reinhard Mey commence l'étude du piano à 12 ans ; à 14 ans, sa tante lui offre sa première guitare, et peu après il en achète une deuxième pour seulement 14 DM. Il apprend seul à jouer de la trompette. Avec un groupe de camarades d'école, il forme en 1957 un groupe de skiffle, les Rotten Radish Skiffle Guys, qui lui apporte ses premières expériences de scène. En 1961, il forme avec Wolfgang Schulz un nouveau groupe, Les Trois Affamés. Son premier titre, Ich wollte wie Orpheus singen, paraît en 1964. La même année, il se produit pour la première fois en spectacle à l'occasion du Festival Chanson Folklore International, au milieu des ruines du château-fort de Waldeck dans le Hunsrück.
En 1967 il représente l'Allemagne au festival de Knokke-Le Zoute, performance qui lui vaut son premier contrat avec un producteur musical français. Il épouse une Française, Christine, dont il divorcera en 1976. Mey vit depuis 1977 à Berlin-Frohnau avec sa seconde épouse Hella, dont il a eu deux fils (nés en 1976 et 1982) et une fille (née en 1985).
Son deuxième fils Maximilian trouve la mort en mai 2014, des suites d'une inflammation pulmonaire qui l'avait plongé dans le coma cinq ans plus tôt.